# Chachapoias (distrito)
Chachapoias (Chachapoyas) é um distrito peruano localizado na Província de Chachapoias, departamento Amazonas. Sua capital é a cidade de Chachapoias.
Limita-se ao norte com Huancas e Sonche, a leste com o San Francisco de Daguas, ao sul com Soloco e Levanto e a oeste com a província de Luya. 
O distrito foi criado na época da independência e tem uma população estimada superior a 22.000 habitantes. 

## Cidades, Pueblos e povoados do Distrito
- Chachapoias
- Caclic
- Vitaliano
- El Tapial
- Rondon
- Pollapampa
- Bocanegra
- Leticia
- El Cruce
- Achamaqui
- Pucacruz
- El Molino
- Villa Paris
- Santa Isabel
- Osmal
- El Atajo
- Santa Cruz
- Maripata
- Membrillo
- Taquipampa
- Opelel
- Taquia
- El Franco
- Puente Utcubamba
- Hidalgo
- San Antonio
- Mitopampa
- Sacra Huayco
- Silva Urco
- San Isidro
- El Alfalfar
- Jupia
- Penca Pampa
- Lucmauro

## Transporte
O distrito de Chachapoias é servido pela seguinte rodovia:
- PE-8B, que liga a cidade ao distrito de Cajamarca (Região de Cajamarca)
- PE-8C, que liga a cidade de Jazan ao distrito de Soritor (Região de San Martín [3][4][5]